# 景安
景安（？—1822年），字忆山，鈕祜祿氏，滿洲鑲紅旗人，和珅的族孫，清朝政治人物、清朝禮部尚書。

## 生平
乾隆二十七年，景安由官学生考取内阁中书。后为河南巡抚。乾隆末年征讨廓尔喀侵藏，督运粮饷。嘉庆初期，镇压川楚白莲教起义，战于河南、湖北、四川，以冒功防堵湖北白莲教军得封三等伯爵。嘉慶九年八月任山西按察使。嘉庆十一年任湖南巡抚（继任者镶黄旗满洲广厚）。官至湖广总督。后被革职禁锢，戍伊犁。再次起复，曾任左都御史。嘉慶十九年三月甲寅，接替和寧，擔任清朝禮部尚書，后改戶部尚書。由瑚圖禮接任。官至领侍卫内大臣。道光二年卒。
著诗集《深省堂集》（进士曾燠、铁保等序，1809）。时与镶黄旗满洲、两江总督尹继善两子庆玉（字两峯）、庆兰（字似村）相唱和。

## 延伸阅读
[在维基数据编辑]
 《清史稿/卷345》，出自趙爾巽《清史稿》